# جيمس تومسون (سائق سيارة سباق)
جيمس تومسون (بالإنجليزية: James Thompson)‏ هو سائق سيارة سباق بريطاني، ولد في 26 أبريل 1974 في يورك في المملكة المتحدة.

## وصلات خارجية
- الموقع الرسمي
- جيمس تومسون على موقع DriverDB.com (الإنجليزية)